# Urugvajska košarkaška reprezentacija
Urugvajska košarkaška reprezentacija predstavlja državu Urugvaj u športu košarci.

## Momčad
Sljedeći igrači su bili pozvani da sudjeluju na Američkom prvenstvu u košarci 2015.
| Pozicija         | Ime                 | Visina | Rođenje | Klub                         |
| ---------------- | ------------------- | ------ | ------- | ---------------------------- |
| Organizator igre | Martín Osimani      | 1.95   | 1981.   | Defensor Sporting            |
| Organizator igre | Bruno Fitipaldo     | 1.84   | 1991.   | Club Obras Sanitarias        |
| Organizator igre | Luciano Parodi      | 1.82   | 1994.   | Asociación Hebraica y Macabi |
| Organizator igre | Santiago Vidal      | 1.80   | 1989.   | Club Trouville               |
| Nisko krilo      | Mauricio Aguiar     | 1.99   | 1983.   | Club de Regatas Corrientes   |
| Bek šuter        | Demian Álvarez      | 1.93   | 1984.   | Club Atlético Aguada         |
| Krilo            | Marcel Souberbielle | 2.00   | 1991.   | Club Malvín                  |
| Krilni centar    | Nicolás Borselino   | 2.02   | 1986.   | Club Trouville               |
| Krilni centar    | Hernando Cáceres    | 2.02   | 1994.   | Club Atlético Goes           |
| centar           | Kiril Wachsmann     | 2.03   | 1984.   | Melilla Baloncesto           |
| centar           | Reque Newsome       | 2.04   | 1982.   | Club Malvín                  |
| centar           | Mathias Calfani     | 2.05   | 1992.   | Club Malvín                  |

## Međunarodna natjecanja

### Olimpijske igre
- 1936. – 6.
- 1948. – 5.
- 1952. -
- 1956. -
- 1960. – 8.
- 1964. – 8.
- 1984. – 6.

### Svjetska prvenstva
- 1954. – 6.
- 1959. – 9.
- 1963. – 10.
- 1967. – 6.
- 1970. – 7.
- 1982. – 11.
- 1986. – 19.

### Panameričke igre
- 1963. – 4.
- 1987. – 7.
- 1991. – 8.
- 1995. – 4.
- 1999. – 8.
- 2003. – 8.
- 2007. -
- 2011. – 8.

### Južnoamerička prvenstva
- - 1997., 1995., 1981., 1969., 1955., 1953., 1949., 1947., 1940., 1932., 1930.

- - 2008., 2006., 1985., 1977., 1971., 1968., 1961., 1958., 1945., 1943., 1942., 1939., 1937.,

- - 2012., 2010., 2003., 1989., 1983., 1979., 1976., 1963., 1941., 1938., 1935.

## Vanjske poveznice
- Službena stranica (šp.)
- FIBA Profil  Arhivirana inačica izvorne stranice od 20. svibnja 2014. (Wayback Machine) (engl.)